# 匹伐加宾
匹伐加宾（商品名：Tonerg，化学名：N-新戊酰-γ-氨基丁酸，N-pivaloyl-γ-aminobutyric acid）是一种有机化合物，分子式C9H17NO3，可用作抗抑郁药和抗焦慮藥。